# Dracut
Dracut és una població dels Estats Units a l'estat de Massachusetts. Segons el cens del 2007 tenia 29.498 habitants.

## Demografia
Segons el cens del 2000, Dracut tenia 28.562 habitants, 10.451 habitatges, i 7.733 famílies. La densitat de població era de 527,6 habitants/km².
Dels 10.451 habitatges en un 35,9% hi vivien nens de menys de 18 anys, en un 58,3% hi vivien parelles casades, en un 11,6% dones solteres, i en un 26% no eren unitats familiars. En el 20,9% dels habitatges hi vivien persones soles el 8% de les quals corresponia a persones de 65 anys o més que vivien soles. El nombre mitjà de persones vivint en cada habitatge era de 2,73 i el nombre mitjà de persones que vivien en cada família era de 3,19.
Per edats la població es repartia de la següent manera: un 25,5% tenia menys de 18 anys, un 7,3% entre 18 i 24, un 33,5% entre 25 i 44, un 22,2% de 45 a 60 i un 11,6% 65 anys o més.
L'edat mediana era de 36 anys. Per cada 100 dones de 18 o més anys hi havia 92,4 homes.
La renda mediana per habitatge era de 57.676 $ i la renda mediana per família de 65.633$. Els homes tenien una renda mediana de 41.873 $ mentre que les dones 31.396$. La renda per capita de la població era de 23.750$. Entorn del 2,7% de les famílies i el 3,7% de la població estaven per davall del llindar de pobresa.